# Étang au Duc (Vannes)
Pour les articles homonymes, voir Étang au Duc.
L'étang au Duc (ou étang du Duc) est un plan d'eau situé dans la ville de Vannes (Morbihan). Il couvre une superficie de 10 hectares.

## Histoire
L'origine de l'étang au Duc n'est pas certaine. Selon certains auteurs, il s'agirait d'une ancienne carrière dont on aurait tiré les pierres nécessaires à la construction de la première ville gallo-romaine. Un barrage aurait été construit par les ducs de Bretagne, qui possédaient une demeure à proximité.
Un moulin bâti sur le barrage a été détruit en 1974.

## Géographie
L'étang au Duc est alimenté par un ruisseau, le Liziec, dont l'eau poursuit son cours jusqu'au port de Vannes après avoir traversé les jardins de la Préfecture et les jardins des Remparts via la rivière de Vannes (la Marle).
Le plan d'eau est bordé sur sa rive Nord-Ouest par l'hôpital Chubert (Centre hospitalier Bretagne Atlantique).

## Activités

### Pêche
L'étang au Duc est classé en deuxième catégorie. La pêche nocturne à la carpe est autorisée mais les prises doivent être remises à l'eau.

### Voile radiocommandée
L'étang au Duc est un des principaux plans d'eau de Bretagne pour la pratique de la voile radiocommandée.